# الكراندي طوطو
طه فحصي (مواليد 3 أغسطس 1996) والمعروف فنيا بالكراندي (أو إل كراندي، أو الغراندي) طوطو (بالحروف الاتينية: ElGrandeToto) هو مغني راب مغربي وكاتب كلمات يغني باللغات العربية المغربية والفرنسية والإنجليزية.ElGrandeToto، المنكوب المغتصب المغربي، أصدر ألبومه الجديد بعنوان "SALGOAT" في عام 2024. تتضمن هذه الوظيفة تعاونًا مع فنانين مثل Baby Gang وOxlade. الجملة "COLTELLINO"، التي تشكل جزءًا من هذا الألبوم، متاحة على المنصات الرقمية ويتم تسجيلها بمقطع فيديو رسمي على YouTube.بالإضافة إلى ذلك، حافظ ElGrandeToto على حضور نشط في المشهد الموسيقي الدولي. في عام 2024، ستقام جولة في إسبانيا من خلال "الجولة السابعة والعشرون"، حيث ستقام حفلات موسيقية في مدن مثل برشلونة ومدريد. خلال هذه الرحلة، أظهر الفنان كاريزمته وقدرته على التواصل مع الجمهور، ودمجه كرمز راب في Marruecos وشخصية مقطوعة في المشهد الموسيقي الدولي.

## التسمية
اختار طه فحصي اسمه الفني الكراندي طوطو بمحاكات لرابر من سنوات 2012 و2011 يسمى توتو رينا هذا الاسم بدوره هو إشارة إلى زعيم المافيا الإيطالي توتو رينا.

## حياته
ولد طه وترعرع بحي بنجدية بمدينة الدار البيضاء، توفيت والدته التي نشأت في فرنسا وهو في سن مبكر بسبب السرطان، كما أثر عليه حادث احتراق منزلهم. كان طه فحصي في صغره شغوفا بموسيقى الراب كما كان يمارس رقصة "الكرامب".

## الجوائز والإنجازات
- حصل سنة 2020 على جائزة أفضل فنان هيب هوب وراب ضمن مسابقة «جوائز الترفيه الإفريقية بالولايات المتحدة الأمريكية».[4]
- احتل ألبوم طوطو «كاميليون» (الحرباء) سنة 2021 المرتبة السادسة عالميا من بين أكثر الألبومات الجديدة سماعًا على سبوتيفاي، وهو إنجاز غير مسبوق لأي مغن في منطقة الشرق الأوسط وشمال إفريقيا.[5]
- دخل سنة 2021 إلى قائمة فوربس لنجوم الموسيقى في العالم العربي، والتي تشمل 50 أنجح مغني وفرقة موسيقية لـ 2021.[6][7]
- أول مغني راب مغربي يحصل على جائزة "الأسطوانة الذهبية" سنة 2022 عن أغنيته "لوف نوانتيتي" رفقة الفنان "سي كاي".[8]
- صنفته وكالة المغرب العربي للأنباء كأفضل شخصية فنية سنة 2021 [3]
- توج في حفل جوائز الموسيقي الإفريقية "أفريما 2021" كأكثر الفنانين الأفارقة الواعدين.[3]

## الخلافات
خلال مؤتمر صحفي مواكب لمهرجان البولفار بمدينة الرباط، يوم 24 سبتمبر 2022، سؤل طوطو عن تعاطي الحشيش الذي يجرمه القانون الجنائي المغربي، فدافع طوطو عن الاستخدام الترفيهي للمخدر على النحو التالي: «ندخن الحشيش - ومن بعد؟ [. . . ] هذا لا يعني أنني أضع مثالًا سيئًا»، في أكتوبر 2022 اعتذر طه فحصي علنًا بعد إثارة الجدل. في أعقاب هذه الأحداث، تم اعتقال مغني الراب بعد تقديم شكاوى من قبل ثلاثة فنانين وصحفي وشرطي. ولا يزال يتعين على السلطات إجراء تحقيق يركز على جميع منشوراته ومحتوياته الرقمية وتصريحاته «التي يحتمل أن تحتوي على عناصر يعاقب عليها القانون». وقال محامي طه إنه لا ينبغي استخدام موكله كأداة لتصفية حسابات سياسية. في وقت لاحق، تم سحب معظم الشكاوى باستثناء شكاية الصحفي المغربي المقيم ببلجيكا محمد تيجيني، وقررت النيابة العامة في الدار البيضاء الإفراج عن مغني الراب بكفالة قدرها 20 ألف درهم.

## أعماله

### ألبومات[16]
- ألبوم "المحظور - illicit"
- ألبوم "كامليون - cameleon"، الذي تجاوز 100 مليون استماع منذ إصداره في سابقة على مستوى العالم العربي.[17]
- ألبوم "27"

### أغاني سينجل[16]
- ولد العدول (2023)
- ديما باريو (مع 2023 - sazamyzy)
- دروبا (2023)
- كاليتي - Qualité (مع Fresh laDouille سنة 2023)
- RIP سنة 2023
- نية (مع نهير سنة 2023)
- أوجوس سين فير - ojos sin ver (مع مراد سنة 2023)
- ريميكس شمال إفريقيا ( مع ليك سنة 2023)
- من يعلم (رفقة نيرو سنة 2023)
- طوني مونطانا (سنة 2023 مع كوفس)
- القليل - Low (سنة 2023)
- سييررر (2023)
- حلمت 6 (2022)
- خيال -  Silhouette (2022)
- كوفا - Gova (2022)
- كول طابي - Gueule Tapée (2022)
- كومفيتر - Comforter (مع أيرا ستار سنة 2022)
- سالينا (2022)
- هولا ويي  - Hola Ouais (رفقة يانسو 2022)
- فيميجين - fumigène (2022)
- كازابلانكا (2022)
- هوو هاي - How high ( مع مورو سنة 2022)
- حلمت 5 (2022)
- مش خالصة (مع ويجز 2021)
- صالاد كوكو - Salade Coco (2021)
- مغير (2021) (احتل المرتبة الرابعة في الأعمال الرائجة على “يوتوب” في العالم - 2021)
- بابلو 2 (2021)
- هلا هلا (2020)
- لوف نوانتيتي (مع سي كاي - 2020)
- كونفيتي - Confiné (2020)
- كريمينيل - Criminel (2020)
- ميكاسا - Mikasa (2020)
- فيتامين - Vitamine DZ
- ددد DDD (مع الدون بيغ 2020)
- هورسيري - Hors Série (2020)
- حلمت 4 (2019)
- تشيكو - Chiico (2019 مع دوليبران)
- كينيدي - Kennedy (2019 مع بيزا)
- كروبيز - Groupies (2019)
- بيضاوي (2019)
- حلمت 3 (2019)
- جمع أو طوي (2018)
- بيكولا Piccola (2018)
- فيرسيس - Versus (2018)
- أباش - Apach (2018)
- حلمت 2 (2018)
- لوكو -Loco (2018)
- قودوها (2018)
- سلاي (مع منال) - 2018
- بابلو (2017)